# Kaarali Gletscher
Kaarali Gletscher är en glaciär i Grönland (Kungariket Danmark).   Den ligger i kommunen Sermersooq, i den södra delen av Grönland, 700 km öster om huvudstaden Nuuk. Kaarali Gletscher ligger 335 meter över havet.
Terrängen runt Kaarali Gletscher är kuperad åt sydväst, men åt nordost är den bergig. Kaarali Gletscher ligger nere i en dal.  Trakten runt Kaarali Gletscher är nära nog obefolkad, med mindre än två invånare per kvadratkilometer. Det finns inga samhällen i närheten. Trakten runt Kaarali Gletscher är permanent täckt av is och snö.